# フォス・ド・イグアス
フォス・ド・イグアス（Foz do Iguaçu [ˈfɔz dw iɡwɐˈsu]）はブラジルのパラナ州の都市。
イグアスの滝に最寄の国際観光都市。パラグアイ、アルゼンチンとの国境の町でもある。

## 歴史
ヨーロッパ人のアメリカ大陸到達以前、フォス・ド・イグアス周辺にはトゥピ・グアラニー語族に属する先住民が存在していたとされる。
19世紀後半にはヨーロッパ人による入植が始まり、のちにブラジル軍の軍事拠点が建設されブラジルによる同地の実効支配が始まった。1914年にヴィラ・イグアス（イグアス村の意）として自治体に昇格し、1916年に現在のフォス・ド・イグアスへと改称された。
1960年代後半に同市とパラグアイのシウダー・デル・エステを結ぶ橋及びクリチバへ繋がる高速道路が開通したことで交通の拠点としての発展が始まった。また1970年代には同市に世界最大級のダムであるイタイプー・ダムの建設が始まったことで人口流入が始まり、1970年には３万人前後であった人口が1980年には13万6320人へと増加した。

## 経済
同市の経済基盤は世界遺産のイグアス国立公園とイタイプー・ダムなどに関わる観光及びサービスである。またブラジル、パラグアイ、アルゼンチンの三国にまたがる地域という特性を活かした国際商取引も盛んに行われている。

## 交通

### 空港
- フォス・ド・イグアス国際空港

## 姉妹都市
- エリコ、パレスチナ
- プエルト・イグアス、アルゼンチン
- シウダー・デル・エステ、パラグアイ